# Coupe de Suisse de football 1928-1929
Navigation
Édition précédente Édition suivante
La Coupe de Suisse 1928-1929 est la quatrième édition de la Coupe de Suisse, elle débute le 2 septembre 1928 et s'achève le 20 mai 1929 avec la victoire de l'Urania Genève Sport qui remporte son premier titre.

## Compétition

### Quarts de finale
Les quarts de finale ont lieu le 27 janvier et le 3 février 1929.
| Équipe 1                      | Résultat | Équipe 2                |
| ----------------------------- | -------- | ----------------------- |
| Football Club Étoile-Sporting | 0 – 1    | BSC Young Boys          |
| FC Cantonal Neuchâtel         | 1 - 2    | GC Luganesi             |
| Urania Genève Sport           | 3 - 0    | FC Winterthour-Veltheim |
| FC Concordia Bâle             | 0 - 0    | FC Lugano               |

Match d'appui le 10 février 1929 :
| Équipe 1  | Résultat | Équipe 2          |
| --------- | -------- | ----------------- |
| FC Lugano | 0 - 2    | FC Concordia Bâle |

### Demi-finales
Les demi finales ont lieu le 3 mars 1929 et le 28 avril 1929.
| Équipe 1            | Résultat | Équipe 2          |
| ------------------- | -------- | ----------------- |
| BSC Young Boys      | 5 – 2    | GC Luganesi       |
| Urania Genève Sport | 2 - 1    | FC Concordia Bâle |

### Finale
| 20 mai 1929 | Urania Genève Sport | 1 - 0   | BSC Young Boys | Stade de Frontenex, Genève |                     |
|             |                     | (1 - 0) |                | Spectateurs : 8 000        | Spectateurs : 8 000 |